# Krabbeplasman
De Krabbeplasman is de naam van een in de Nederlandse stad Vlaardingen gevonden skelet dat naar schatting ruim 3.300 jaar oud is. Onderzoek heeft uitgewezen dat in het skelet met zekerheid menselijk DNA is aangetroffen. Het is daarmee het oudste menselijke DNA dat ooit in Nederland is gevonden.

## Geschiedenis
Drie spelende jongens ontdekten in 1990 botten van het skelet in recreatieplas De Krabbeplas bij Vlaardingen. DNA-onderzoekers hebben in twee kiezen van de Krabbeplasman celmateriaal gevonden wat goed bewaard was gebleven. 
De naar schatting 43 jaar oude man leefde volgens een C14-datering omstreeks 1300 voor Christus in de bronstijd. Hoe hij is gestorven is onduidelijk. Waarschijnlijk is het lichaam van de man in een kreek aangespoeld en niet begraven.  In 2007 werd er door fysisch antropoloog een reconstructie gemaakt van het gezicht van de Krabbeplasman.